# Ion Zgorcea
Ion Zgorcea (n. 6 octombrie 1954) este un fost deputat român în legislatura 1990-1992, ales în județul Teleorman pe listele partidului FSN. Ion Zgorcea a fost membru în grupurile parlamentare de prietenie cu Republica Chile, Regatul Spaniei, Regatul Belgiei, Canada și Republica Coreea.